# Lyn St. James
Lyn St. James (ur. 13 marca 1947 roku w Willoughby) – amerykańska zawodniczka startująca w wyścigach samochodowych.

## Kariera
St. James rozpoczęła karierę w międzynarodowych wyścigach samochodowych w 1980 roku od startów w World Challenge for Endurance Drivers, gdzie jednak nie zdobywała punktów. W późniejszych latach Amerykanka pojawiała się także w stawce IMSA Camel GTO, IMSA Camel GT Championship, IMSA Camel GTP Championship, SCCA Coors RaceTruck Challenge, 24-godzinnego wyścigu Le Mans, Indianapolis 500, 12-godzinnego wyścigu Sebring, American Le Mans Series, Sportscar World Championship, Champ Car, Indy Racing League, IMSA World Sports Car Championship, Grand American Rolex Series oraz American Le Mans Series.

## Wyniki w 24h Le Mans
| Rok  | Klasa | Nr | Opony | Samochód                              | Zespół                  | Partnerzy                  | Okr. | Poz. | Klasa Pos. |
| ---- | ----- | -- | ----- | ------------------------------------- | ----------------------- | -------------------------- | ---- | ---- | ---------- |
| 1989 | C1    | 21 | G     | Spice SE89C Ford Cosworth DFZ 3.5L V8 | Spice Engineering       | Ray Bellm Gordon Spice     | 229  | NU   | NU         |
| 1991 | C1    | 40 | D     | Spice SE90C Ford Cosworth DFZ 3.5L V8 | Euro Racing A.O. Racing | Desiré Wilson Cathy Muller | 47   | NU   | NU         |